# Малые Патраченки
 Малые Патраченки  — опустевшая деревня в Свечинском районе Кировской области.

## География
Расположена на расстоянии примерно 7 км на запад-юго-запад от районного центра поселка Свеча.

## История
Известна с 1873 года как починок Крупинской 2-й (Петраченки малые), дворов 6 и жителей  64, в 1905 17 и 130, в 1926 (деревня Патраченки Малые или Крупинской 2-й) 26 и 143, в 1950 21 и 57, в 1989 11 жителей. Настоящее название утвердилось  с 1939 года. 

## Население
Постоянное население не было учтено как в 2002 году, так и в 2010.